# 女创拳
女创拳，雲南傣族的拳術，為中國武術流派之一。

## 源流
傣族女创拳是流传在耿马傣族佤族自治县孟定镇的武術，相傳為一名女性所創出，故名為女創拳，但在土司时代，受男尊女卑封建思想影响，創出女創拳的女性之姓名並未流傳，甚至後來還形成傳男不傳女的規範。
女创拳早期是孟定傣族土司练兵的训练拳法，讓傣族人可以練習後保护村寨，抵御境外军队对境内傣族人民的频繁骚扰。

## 介紹
女創拳的创始人用当地的傣族武术結合咏春拳、太极拳，创立出具有傣族特色的拳法，传授给当地的傣族青年。女创拳分别有四门拳、八望拳、伞尖拳、战打拳四套基础拳术套路。
女創拳因在第六代传承人阶恩赛的传承下发扬光大，也叫“涞阶恩赛·女创拳”。招式主要以擒拿为主，在四门拳、八望拳的基础拳法上又延伸創造出四门吸腿防御、八望吸腿防御、四门跪式拳、八望跪式拳、火花拳等徒手套路，在器械套路上也有四门傣刀、八望傣刀、四门傣棍、八望傣棍等套路。

## 來源
1. ↑  http://www.ynwy.org.cn/wd/lltd/202011/t20201127_517016.html 舞蹈作品《涞阶恩赛•女创拳》的思考与解读[]
2. 1 2  .   [2023-01-19]. （原始内容存档于2023-01-19）.
3. ↑  .   [2023-01-19]. （原始内容存档于2023-01-19）.